# Vonones pilosa
Vonones pilosa is een hooiwagen uit de familie Cosmetidae.